# Pieza para teclado en fa mayor (Mozart)
La Pieza para teclado en fa mayor, K. 33B es una composición para teclado escrita por Wolfgang Amadeus Mozart; su indicación de tempo es Allegro y consta de veintiséis compases, repartidos en dos secciones de doce y catorce compases respectivamente, cada una repetida.

## Historia
Aunque la pieza carece de fecha, el lugar y el tiempo en que fue compuesta quedan claros a partir del propio manuscrito. Mozart la escribió con una pluma en el anverso de una circular expedida por el Colegio de Música de Zúrich, datada en 30 de septiembre de 1766, cuando la familia Mozart concluyó su gran viaje. La circular invitaba a mecenas, amantes de la música y a otras personas que pudieran estar interesadas a los conciertos dados por «el joven [de nueve años de edad] Maestro Mozart así como por su hermana [Maria Anna Mozart]» los días 7 y 9 de octubre. Se puede suponer que Mozart tocó o improvisó esta viva pieza en uno de esos conciertos, a pesar de que los programas de los mismos se han perdido. 
Mozart escribió la pieza por detrás de una circular probablemente como regalo para el Colegio; si no, podría haber empleado el cuaderno de su hermana o su tercer cuaderno de esbozos (Skizzenbuch), que también se ha perdido. El autógrafo fue conocido muy tarde, concretamente en 1942, y de esta forma no está presente en la tercera edición del Catálogo Köchel, elaborada por Alfred Einstein.
Esta pieza aparece en la película de 1984 Amadeus, cuando el pequeño Mozart la interpreta con los ojos vendados en el clavecín y luego en el violín. 